# Anda Kerkhoven

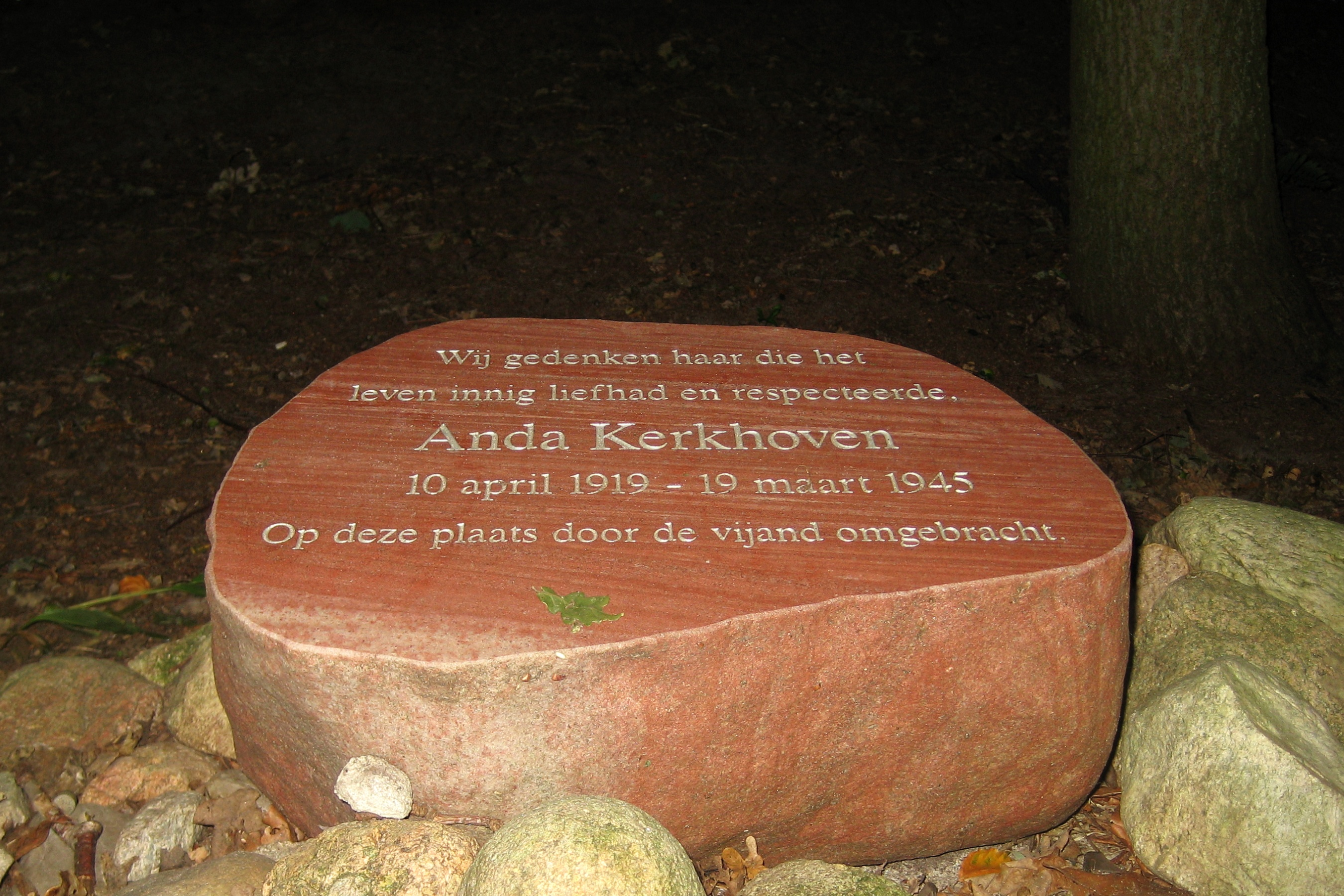
De in 2003 bij Glimmen ter nagedachtenis aan Anda Kerkhoven geplaatste gedenksteen

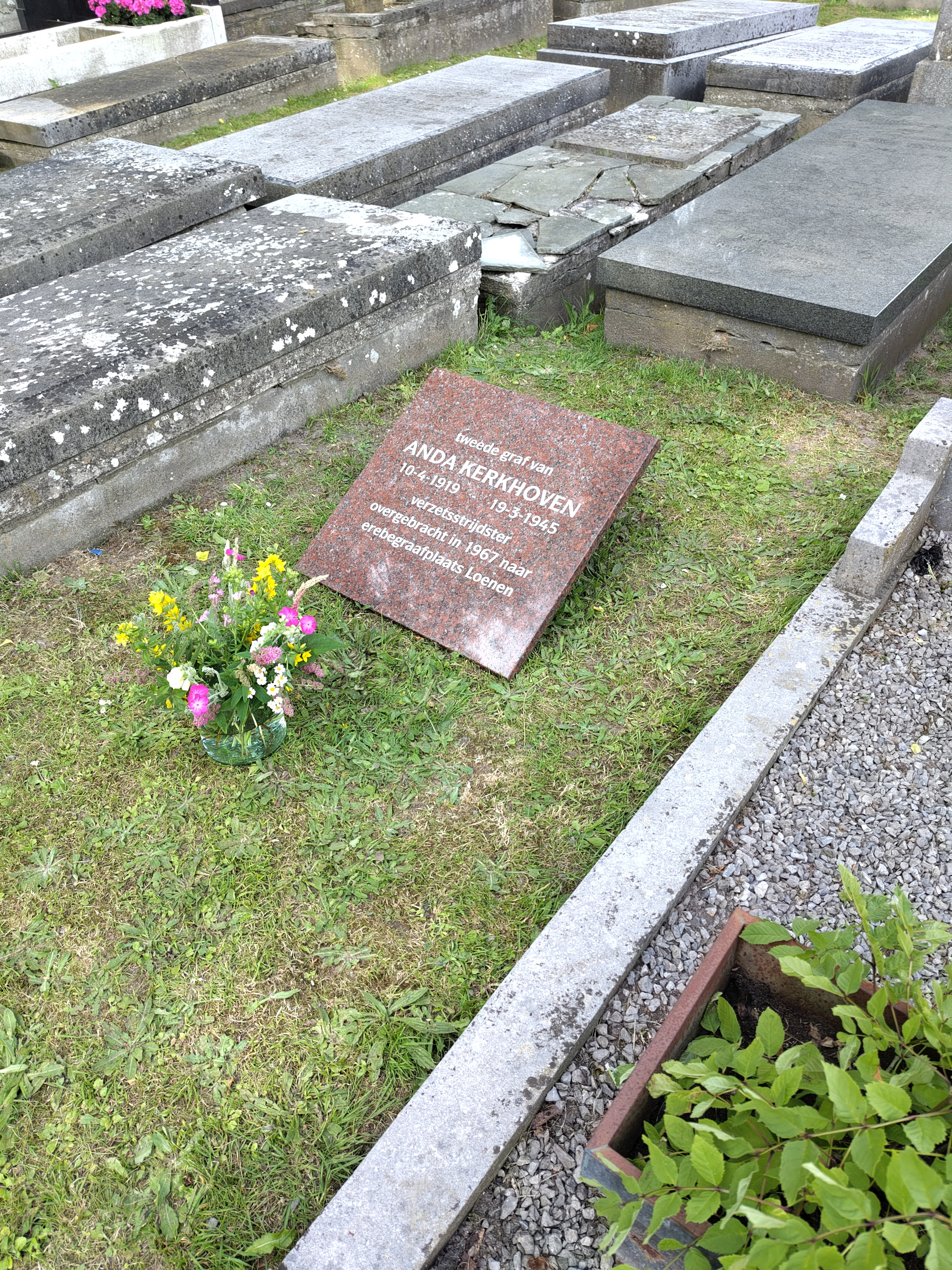
Herinneringssteen op het voormalige graf van Anda Kerkhoven op de Noorderbegraafplaats (Groningen)

Melisande Tatiana Marie (Anda) Kerkhoven (Saint-Cloud, Frankrijk, 10 april 1919 - Glimmen, 19 maart 1945) was een  Nederlandse verzetsvrouw in de Tweede Wereldoorlog, die werd doodgeschoten door Nederlandse handlangers van de Duitse Sicherheitsdienst.

## Biografie
Anda Kerkhoven werd geboren vlakbij Parijs nog geen vijf maanden na de Eerste Wereldoorlog in een welgestelde familie. Zij was een dochter van ir. Adriaan Rudolph Willem Kerkhoven en Constanze Pauline Marie Bosscha. Zij stamde zowel van vaderskant als van moederskant af van de bankier Johannes Kerkhoven en diens tweede vrouw Anna Jacoba van der Hucht.
Zij groeide op in het voormalige Nederlands-Indië, waar haar vader op West-Java de thee- en rubberonderneming Panoembangan bezat. Ze ging geneeskunde studeren in Batavia, maar weigerde principieel dierproeven te doen. Daarom vertrok ze in 1938 naar Nederland om te studeren aan de Rijksuniversiteit Groningen, waar dat niet verplicht was. Ze werd lid van de studentenvereniging Magna Pete en schreef als 19-jarige student over haar pacifistische overtuigingen in het studentenblad Der Clercke Cronike. Niet al haar bijdragen werden positief ontvangen.
Na het begin van de Tweede Wereldoorlog bleef zij pleiten voor geweldloos verzet. Zij sloot zich aan bij de verzetsgroep Groep-De Groot van Gerrit Boekhoven, die meer pacifistische studenten had aangeworven. Hun verzetsactiviteiten bestonden uit het maken van vervalsingen, het onderhouden van contacten tussen verzetsstrijders en het verspreiden van distributiebonnen, niet door gewelddadige overvallen, maar door het leggen van contacten. De groep speelde een centrale rol bij de distributie van de bonkaarten in het noorden en Anda Kerkhoven was een belangrijke koerierster. Op 27 december 1944 werd Anda gearresteerd door de Sicherheitsdienst. Ze werd in het Scholtenhuis te Groningen aan zware martelingen onderworpen door onder anderen de SD'er Robert Lehnhoff. Zij bleef echter zwijgen. Nadat in januari 1945 ook Gerrit Boekhoven en Dinie Aikema waren gearresteerd, werd vrijwel de hele Groep-De Groot opgerold.
Op 19 maart 1945 werd zij op aandringen van Zacharias Sleijfer doodgeschoten door Nederlandse leden van de Sicherheitsdienst onder aanvoering van Meindert Vonk en Harry Bouman. De plek waar dat gebeurde was op de bosrand van het Quintusbos aan de Oosterbroekweg op de grens van Glimmen en Haren. Enkele dagen later werd op dezelfde plek Dinie Aikema vermoord. Gerrit Boekhoven had dat lot ondergaan op dezelfde dag als Anda Kerkhoven, maar enkele kilometers verderop op het landgoed Vosbergen (Eelde).
Anda Kerkhoven werd op de plaats van de executie begraven. Op 22 juni 1945 werden haar stoffelijke resten opnieuw ter aarde besteld op de Noorderbegraafplaats in Groningen, waar een grafmonument van Bas Galis werd geplaatst. In 1967 werd zij herbegraven op de erebegraafplaats Loenen. Op de plek waar ze is doodgeschoten is in 2003 een gedenksteen onthuld. Op de Noorderbegraafplaats is in 2025 een herinneringssteen onthuld, op de plek waar ze tachtig jaar eerder begraven werd.

## Postume eerbewijzen
- Kerkhoven staat samen met Aletta Jacobs afgebeeld op de door de Ploegschilder Johan Dijkstra gemaakte gedenkramen in het Academiegebouw van de Rijksuniversiteit Groningen.[2]
- In 2008 werd een in 1990 ontdekte planetoïde naar haar genoemd.[10][11]
- In 2021 werd de grote burgerzaal in het vernieuwde stadhuis van Groningen naar Anda Kerkhoven vernoemd.[12]
- In oktober 2024 opende de Rijksuniversiteit Groningen/UMCG het Anda Kerkhoven Centre, een onderwijscentrum op de gezondheidscampus.[13]

## Portretten
Anda Kerkhoven poseerde meerdere malen voor Groninger kunstschilders. Een van de door De Ploeg-schilder Johan Dijkstra vervaardigde portretten werd in 2013 aangekocht door het Groninger Museum met steun van de BankGiro Loterij. Twee andere portretten van haar kreeg het museum in bruikleen van de Stichting Johan Dijkstra.